# 1620 az irodalomban
Az 1620. év az irodalomban.

## Publikációk
- Szepsi Csombor Márton: Europica varietas (A változatos Európa), az első magyar nyelvű útleírás.
- Francis Bacon angol filozófus: Novum organum.

## Születések
- május 3. – Zrínyi Miklós költő, író, a magyar barokk irodalom legkiemelkedőbb alakja, a Szigeti veszedelem szerzője  († 1664)
- november 10. – Ninon de l’Enclos francia luxus kurtizán, író és művészek pártfogója a francia királyi udvarban († 1705)
- 1620. (vagy 1621.) – Avvakum protopópa orosz pap, író  († 1682)

## Halálozások
- március 9. – Aegidius Albertinus, az ellenreformáció idején élt német író, fordító (* 1560 körül)